# Скотт, Джордж Кэмпбелл
Джордж Кэмпбелл Скотт (англ. George Campbell Scott; 18 октября 1927, Уайз, Уайз, Виргиния — 22 сентября 1999, Уэстлейк-Виллидж, Лос-Анджелес, Калифорния) — американский актёр, режиссёр и продюсер, обладатель премии «Оскар» и первый актёр, отказавшийся от этой премии. Скотт был очень популярен благодаря ролям на театральной сцене и успехам в кино, запомнившись по работе в фильмах «Мошенник», «Доктор Стрейнджлав, или Как я перестал бояться и полюбил бомбу» и «Паттон».
Был известен также своим непубличным характером и своеобразным отношением к кинонаградам: так, Скотт отказался даже от номинации на «Оскар» в 1962 году за роль негодяя-менеджера в драме «Мошенник», а спустя девять лет, выиграв «Оскар» за создание главного образа генерала Паттона в одноимённом байопике, вернул её академикам.

## Биография

### Юность
Джордж Кэмпбелл Скотт родился 18 октября 1927 года в городке Уайз (штат Виргиния). Помимо него в семье Хелены Агнес (англ. Helena Agnes, в девичестве Слемп (англ. Slemp); 1904—1935) и Джорджа Дьюи Скотта (англ. George Dewey Scott; 1902—1988) была ещё старшая дочь. Незадолго до его восьмого дня рождения его мать умерла, и он с сестрой был воспитан отцом, сотрудником автомобильной компании «Buick».
В молодости Скотт, полный амбиций, воодушевлённый произведениями Ф. Скотта Фицджеральда, мечтал стать писателем. Обучаясь в Redford High School в Детройте, Джордж написал много рассказов, ни один из которых не был опубликован. Будучи взрослым, он много раз пытался написать роман, но так и не смог его закончить.
С 1945 по 1949 год Скотт проходил службу в корпусе морской пехоты США в престижной 8-й казарме в Вашингтоне. Преподавал английскую литературу в Институте корпуса морской пехоты. Однако его основной обязанностью был несение караульной службы на Арлингтонском национальном кладбище. Эта служба, как позже говорил Джордж, привела его к пьянству.

### Начало карьеры
После службы в армии Скотт поступил в Университет Миссури, где его специализацией была журналистика. Спустя год после поступления он бросил учёбу, чтобы заняться актёрской карьерой. Скотт впервые получил известность после участия в Шекспировском фестивале в Нью-Йорке. В 1958 году стал обладателем театральной премии «Оби» за свою роль в пьесе «Дети тьмы», а также в шекспировских постановках «Как вам это понравится» и «Ричард III», где он сыграл главную роль.
В следующем году впервые появился на Бродвее в пьесе Сола Левитта «Суд в Андерсонвилле», основанной на истории военного суда над комендантом времён гражданской войны в одноимённом городе в Джорджии. В 1970 году Джордж К. Скотт стал режиссёром одноимённого телевизионного фильма, который принёс ему номинацию на «Эмми». Его первые роли способствовали тому, что о Скотте упомянули в журнале «Time» как об активном восходящем актёре. В том же году актёр выступил в роли Эдварда Рочестера в экранизации романа Шарлотты Бронте «Джейн Эйр», где его партнёршей была актриса Сюзанна Йорк.

Джордж К. Скотт в фильме «Паттон» (1970 год)

Кинодебют Скотта состоялся в 1958 году на телевидении, а год спустя он впервые появился на большом экране. Одной из первых значимых его ролей стал хитрый прокурор Клод Дэнсер в фильме «Анатомия убийства», где главную роль исполнил Джеймс Стюарт. Благодаря ей он был номинирован на премию «Оскар» за «лучшую мужскую роль второго плана», но в итоге заветная статуэтка в том году ушла Хью Гриффиту. Наиболее знаменитой ранней киноролью Скотта в кино стал генерал «Бак» Тёрджидсон в фильме «Доктор Стрейнджлав» в 1964 году.

### Успех
По прошествии шести лет Скотт снова привлёк к себе внимание, исполнив одну из самых ярких его ролей в кино — Джорджа С. Паттона в военной драме «Паттон». Скотт очень тщательно подошёл к съёмкам в этой картине: он изучал документальные плёнки с записями генерала, общался со знавшими его людьми. В итоге на прошедшей в том же году 43-й церемонии вручения премии киноакадемии Джордж С. Скотт стал обладателем премии «Оскар». Он не появился на церемонии награждения, сославшись на то, что не может конкурировать с другими актёрами, выдвинутыми в этой же номинации. В результате статуэтка Скотта в настоящее время находится в Военном институте Виргинии в городе Лексингтон, где в своё время учился сам Паттон. Спустя 16 лет Скотт вновь сыграл роль генерала Паттона в телефильме «Последние дни Паттона», повествующем о последних днях жизни генерала после автокатастрофы.
В следующем 1971 году Скотт исполнил ещё две роли в кинофильмах: миллионера Джастина Плэйфэйера, мечтающего стать Шерлоком Холмсом в картине «Возможно, они великаны» и доктора Герберта Бока в чёрной комедии «Больница». Несмотря на явное игнорирование им Американской киноакадемии, за вторую роль он вновь был номинирован на премию «Оскар». В том же году он появился в телевизионной программе «Зал славы Hallmark», где снялся в эпизоде, основанном на пьесе Артура Миллера «Цена». За эту роль актёр был удостоен премии «Эмми». Его доводы по поводу того, что он оставил «Эмми», а отказался от «Оскара» были основаны на том, что победителей премии «Эмми» выбирает тщательно подобранное жюри, в то время как победителей «Оскара» выбирает весь состав «Американской киноакадемии».
Несмотря на заметные успехи в кино, Джордж К. Скотт продолжал много работать в театре. Он трижды становился номинантом на театральную премию «Тони» за свои роли в пьесах «Дядя Ваня» (1973), «Смерть коммивояжёра» (1975) и «Пожнёшь бурю» (1996).

### Последние годы

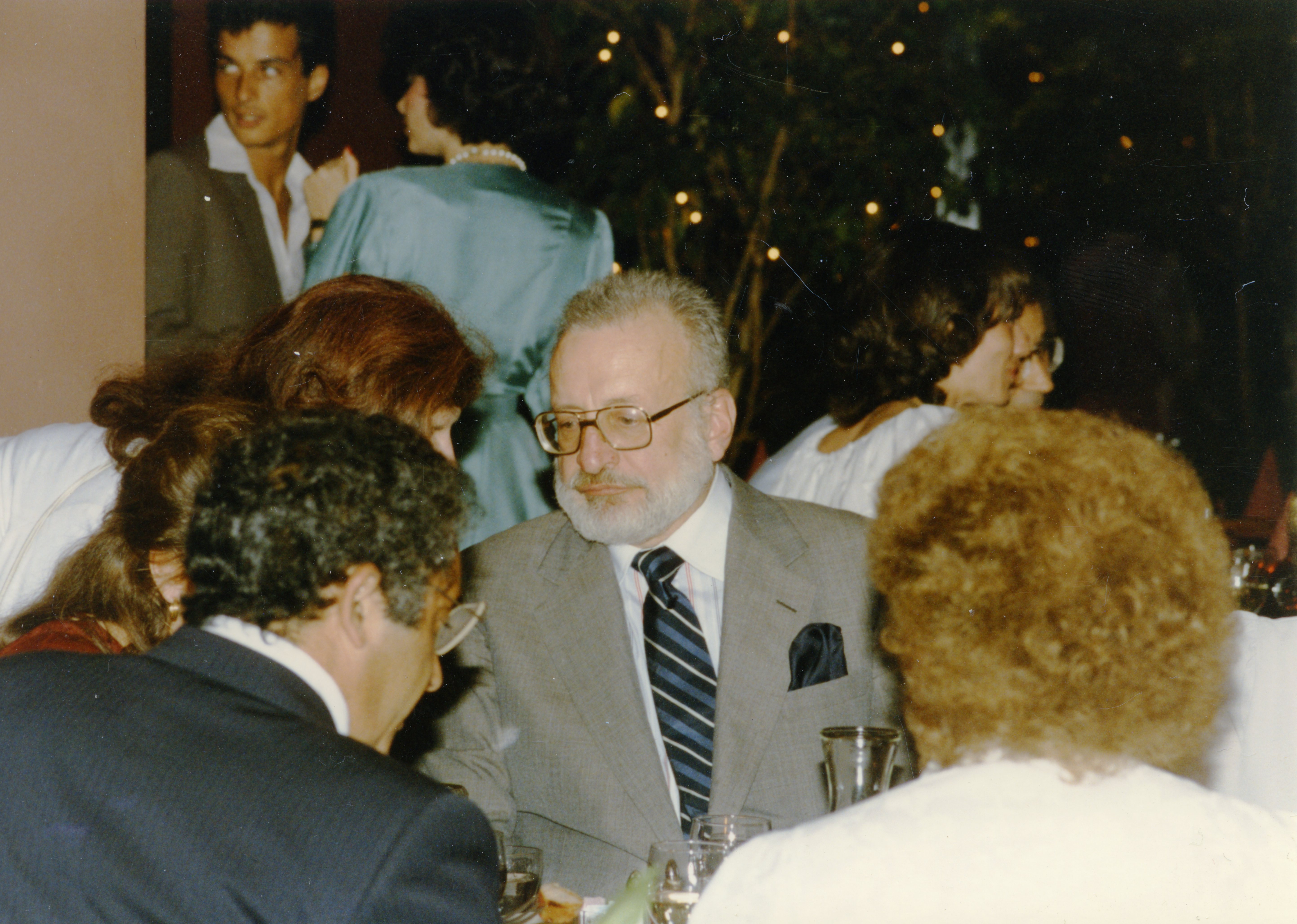
Джордж К. Скотт в 1984 году

В 1980 году актёр снялся в популярном фильме ужасов «Перебежчик» с Мелвином Дугласом, за который получил канадскую премию «Джини» в номинации «Лучший иностранный актёр». В следующем году он появился с начинающими актёрами Шоном Пенном и Томом Крузом в драме Гарольда Беккера «Отбой», рассказывающей о группе юных курсантов военной академии, не желающих мириться с её расформированием. В 1984 году сыграл Эбинизера Скруджа в телевизионной экранизации популярного рассказа Чарльза Диккенса «Рождественская песнь в прозе», за которого в очередной раз получил номинацию на «Эмми».
В 1990 году принял участие в двух мультипликационных проектах — «Все мультяшки на свободе» и «Спасатели в Австралии», где его голосом говорил злодей Персиваль Маклич. На фоне всех этих успешных работ в 1991 году актёр получил номинацию на премию «Золотая малина» за «Худшую мужскую роль» в фильме «Изгоняющий дьявола 3».
Одну из последних своих ролей исполнил в фильмах «Титаник» (1996), сыграв капитана Эдварда Смита, а также в ещё одной экранизации пьесы Реджинальда Роуза «12 разгневанных мужчин» (1997).
Умер 22 сентября 1999 года в возрасте 71 года от разрыва брюшной части аорты. Актёр был погребён на Вествудском кладбище в Лос-Анджелесе. Рядом с Джорджем К. Скоттом через год был похоронен актёр Уолтер Маттау.

### Личная жизнь
Джордж К. Скотт был женат пять раз. Его супруги:
Кэролин Хьюз (англ. Carolyn Hughes) с 1951 по 1955, дочь Виктория, род. 19 декабря 1952.
Патриша Рид (англ. Patricia Reed) с 1955 по 1960, сын Мэтью, род. 27 мая 1957, дочь Девон, род. 29 ноября 1958 (актриса).
Коллин Дьюхерст (англ. Colleen Dewhurst) с 1960 по 1965 и с 1967 по 1972, сыновья Александер, род. 1960 (писатель), Кэмпбелл, род. 19 июля 1961 (актёр).
Триш Ван Девер (англ. Trish Van Devere) с 1972 по 1999, с которой на момент его смерти он уже расстался.
Помимо этого у него была ещё одна внебрачная дочь, родившаяся в 1954 году.

## Личность
В качестве основных источников актёрского вдохновения Скотт называл Джеймса Кэгни и Пола Муни. Любимой актрисой Скотта была Бетт Дейвис, которую он называл «Мой кровавый идол».
Как в кино, так и в театре о Джордже К. Скотте отзывались как о довольно капризном и непостоянном актёре. Одну из забавных историй о тяжёлом характере актёра рассказала автору пьесы «Номер в отеле Плаза» Нилу Саймону Морин Стэплтон, игравшая там вместе со Скоттом. Актриса жаловалась режиссёру постановки Майку Николсу: «Я не знаю, что мне делать. Я его боюсь!», на что режиссёр ответил: «Моя милая, все боятся Джорджа К. Скотта».
Скотт редко появлялся на публике, даже в свои лучшие времена. Он не считал себя известным и столь талантливым актёром, как о нём думали окружающие. Политику всех кинонаград Скотт называл «унизительной», а «оскаровские» церемонии — «двухчасовым мясным парадом». Невзирая на скептическое отношение к своим актёрским способностям, в истории Скотт остался одним из величайших актёров XX века, рождённых в конце 1920-х годов.

## Частичная фильмография
| Год  |    | Русское название                                               | Оригинальное название                                                | Роль                            |
| ---- | -- | -------------------------------------------------------------- | -------------------------------------------------------------------- | ------------------------------- |
| 1959 | ф  | Дерево для повешенных                                          | The Hanging Tree                                                     | Джордж Грабб                    |
| 1959 | ф  | Анатомия убийства                                              | Anatomy of a Murder                                                  | Клод Денсер                     |
| 1961 | ф  | Мошенник                                                       | The Hustler                                                          | Берт Гордон                     |
| 1963 | ф  | Список Эдриана Мессенджера                                     | The List of Adrian Messenger                                         | Энтони Гетирн                   |
| 1964 | ф  | Доктор Стрейнджлав, или Как я перестал бояться и полюбил бомбу | Dr. Strangelove or: How I Learned to Stop Worrying and Love the Bomb | генерал Бак Тёрджидсон          |
| 1964 | ф  | Жёлтый роллс-ройс                                              | The Yellow Rolls-Royce                                               | Паоло Мальтезе                  |
| 1966 | ф  | Библия                                                         | The Bible: In the Beginning                                          | Авраам                          |
| 1966 | ф  | Только не с моей женой, не смей!                               | Not with My Wife, You Don't!                                         | «Танк» Мартин                   |
| 1967 | ф  | Вздорный человек                                               | The Flim-Flam Man                                                    | Мордекай Джонс                  |
| 1968 | ф  | Петулия                                                        | Petulia                                                              | доктор Арчер Боллен             |
| 1970 | ф  | Паттон                                                         | Patton                                                               | генерал Джордж Паттон-мл.       |
| 1970 | ф  | Джейн Эйр                                                      | Jane Eyre                                                            | Эдвард Рочестер                 |
| 1971 | ф  | Возможно, они великаны                                         | They Might Be Giants                                                 | Джастин Плэйфэйр/"Шерлок Холмс" |
| 1971 | ф  | Последняя гонка                                                | The Last Run                                                         | Гарри Гармс                     |
| 1971 | ф  | Больница                                                       | The Hospital                                                         | доктор Герберт «Герб» Бок       |
| 1972 | ф  | Новые центурионы                                               | The New Centurions                                                   | Энди Килвински                  |
| 1972 | ф  | Ярость                                                         | Rage                                                                 | Дэн Логан                       |
| 1973 | ф  | Оклахома, как она есть                                         | Oklahoma Crude                                                       | Ноубл Мэйсон                    |
| 1973 | ф  | День дельфина                                                  | The Day of the Dolphin                                               | доктор Джейк Террелл            |
| 1974 | ф  | Верный шанс                                                    | Bank Shot                                                            | Уолтер Апджон Баллентайн        |
| 1974 | ф  | Дикарь на свободе                                              | The Savage is Loose                                                  | Джон                            |
| 1975 | ф  | Гинденбург                                                     | The Hindenburg                                                       | полковник Франц Риттер          |
| 1980 | ф  | Подмена                                                        | The Changeling                                                       | композитор Джон Рассел          |
| 1980 | ф  | Формула                                                        | The Formula                                                          | лейтенант Барни Кейн            |
| 1981 | ф  | Отбой                                                          | Taps                                                                 | генерал Харлейн Бейч            |
| 1984 | ф  | Воспламеняющая взглядом                                        | Firestarter                                                          | Джон Рэйнбёрд                   |
| 1989 | ф  | История Райана Уайта                                           | The Ryan White Story                                                 | Чарльз Воэн-старший             |
| 1990 | ф  | Изгоняющий дьявола 3                                           | The Exorcist III                                                     | лейтенант Уильям Киндерман      |
| 1990 | мф | Спасатели в Австралии                                          | The Rescuers Down Under                                              | Персиваль МакЛич                |
| 1990 | мф | Герои мультфильмов приходят на помощь                          | Cartoon All-Stars to the Rescue                                      | Дым                             |
| 1993 | ф  | Готова на всё                                                  | Malice                                                               | доктор Мартин Кесслер           |
| 1995 | ф  | Ангус                                                          | Angus                                                                | дедушка Айван Бетан             |
| 1996 | тф | Титаник                                                        | Titanic                                                              | капитан Эдвард Джон Смит        |
| 1997 | тф | 12 разгневанных мужчин                                         | 12 Angry Men                                                         | присяжный № 3                   |
| 1999 | ф  | Глория                                                         | Gloria                                                               | Руби                            |
| 1999 | тф | Пожнёшь бурю                                                   | Inherit the Wind                                                     | адвокат Мэттью Харрисон Брэйди  |
| 1999 | тф | Рокки Марчиано                                                 | Rocky Marciano                                                       | Пьерино Маркеджиано             |

## Награды и номинации

### Награды
- Оскар

1971 — «Лучший актёр» («Паттон»)
- Золотой глобус

1971 — «Лучший актёр в драме» («Паттон»)
1998 — «Лучший актёр второго плана в мини-сериале или телефильме» («12 разгневанных мужчин»)
- Эмми

1971 — «Лучший одиночный исполнитель мужской роли в мини-сериале или телефильме» («Зал славы Hallmark»)
1998 — «Лучший актёр второго плана в мини-сериале или телефильме» («12 разгневанных мужчин»)
- New York Film Critics Circle

1971 — «Лучший актёр» («Паттон»)
- Национальный совет кинокритиков США

1971 — «Лучший актёр» («Паттон»)

### Номинации
- Оскар

1960 — «Лучший актёр второго плана» («Анатомия убийства»)
1962 — «Лучший актёр второго плана» («Мошенник»)
1972 — «Лучший актёр» («Больница»)
- Золотой глобус

1962 — «Лучший актёр второго плана» («Мошенник»)
1972 — «Лучший актёр в драме» («Больница»)
1979 — «Лучший актёр в комедии или мюзикле» («Фильм, фильм»)
- Эмми

1962 — «Лучший актёр второго плана в драматическом телесериале» («Бен Кэйси»)
1964 — «Лучший актёр в драматическом телесериале» («Ист-Сайд, Вест-Сайд»)
1967 — «Лучший актёр в мини-сериале или фильме» («Суровое испытание»)
1971 — «Лучший одиночный исполнитель мужской роли в мини-сериале или телефильме» («Джейн Эйр»)
1977 — «Лучший одиночный исполнитель мужской роли в мини-сериале или телефильме» («Красавица и чудовище»)
- BAFTA

1971 — «Лучший актёр» («Паттон»)
1973 — «Лучший актёр» («Больница» и «Возможно, они великаны»)
- New York Film Critics Circle

1969 — «Лучший актёр» («Петулия»)